# Đường E 311 (Các Tiểu vương quốc Ả Rập Thống nhất)
E 311 (tiếng Ả Rập: شارع ﺇ ٣١١) là một con đường lớn ở Các Tiểu vương quốc Ả Rập Thống nhất. Nó bắt đầu từ New Al Falah ở Abu Dhabi và kéo dài theo hướng đông bắc về phía tiểu vương quốc Ras al-Khaimah. E 311 đã được gọi là đường Sheikh Mohammad Bin Zayed từ năm 2013. Trước đó, nó được gọi là Đường Emirates, nhưng tên đó hiện được đặt cho E 611, trước đây là Đường tránh Dubai.
Ban đầu nó được thiết kế bởi Đô thị Dubai để cắt giảm lưu lượng xe hạng nặng từ khu vực trung tâm thành phố. Tuy nhiên, do cơ sở hạ tầng đường bộ rất tồi tệ ở Sharjah, các nút giao thông thường được thấy gần biên giới Dubai Sharjah. Năm 2006, nó được RTA phát triển lại ở Dubai, tạo ra 6 làn đường cho mỗi bên.
Vào giữa năm 2005, con đường được mở rộng để đến tiểu vương quốc Ras al-Khaimah của UAE, đi qua các tiểu vương quốc Ajman, Umm al-Quwain và Sharjah. Ngoài ra còn có một dự án mở rộng E 311 qua Ras al-Khaimah đến biên giới phía bắc của UAE với Oman (Bán đảo Musandam)
Tại Dubai, đường Sheikh Mohammad Bin Zayed là một vị trí đắc địa cho các dự án mới vì khu vực xung quanh nó giờ đây có thể được kết nối dễ dàng. Nhiều dự án đã được đề xuất hoặc đang trong các giai đoạn phát triển khác nhau, bao gồm International City, Arabian Ranches, Dubailand, Ốc đảo Dubai Silicon, Làng toàn cầu, Sports City.
Trong thành phố Dubai, đường Sheikh Mohammad Bin Zayed từng được biết đến là con đường nguy hiểm nhất ở UAE, với 19 trường hợp tử vong được ghi nhận trong vòng sáu tháng đầu năm 2006. Nhưng với thiết kế đường được cải tiến và thay thế một số đường vòng bằng nút giao, cầu vượt, camera tốc độ và tăng làn đường, việc lái xe trở nên an toàn hơn nhiều. Con đường này cũng được sử dụng để đi lại từ khu vực Jebel Ali ở Dubai đến khu phố cổ của Dubai như Bur Dubai và Deira. Đường Sheikh Mohammad Bin Zayed nằm ở phía đông Dubai, song song với đường Sheikh Zayed (E 11). Mọi người cũng sử dụng đường Sheikh Mohammad Bin Zayed thay thế cho đường Sheik Zayed có trạm thu phí đường bộ, SALIK trừ 4 AED mỗi khi xe đi qua trạm.
Vào ngày 1 tháng 1 năm 2013, Sheikh Mohammed bin Rashid Al Maktoum, người trị vì Dubai, đã ra lệnh đổi đường cao tốc E 311 ở Dubai từ đường Emirates thành đường Sheikh Mohammed Bin Zayed để tưởng nhớ Sheikh Mohammed bin Zayed Al Nahyan, Thái tử của Abu Dhabi, vì vai trò của ông trong việc thúc đẩy sự phát triển toàn diện trên toàn quốc.
Vào năm 2015, một tài xế cần cẩu nước ngoài đã cố gắng treo cổ sau khi đỗ cần cẩu giữa đường. Không thanh toán tiền lương bị nghi ngờ là lý do chính đằng sau nỗ lực tự sát này. Những người lái xe đã gọi cảnh sát và anh ta sẽ phải đối mặt với cáo buộc tự tử bất thành.
Vào tháng 11 năm 2016, một phần mở rộng của E 311 từ Khu tự do Jebel Ali ở Dubai đến New Al Falah ở Abu Dhabi đã được khai trương. Chi phí cho dự án tiêu tốn 2,1 tỷ đô la và gồm 4 làn cả hai chiều, với công suất 8.000 xe mỗi giờ. Tiện ích mở rộng cung cấp giải pháp thay thế cho E 11, trước đây là đường cao tốc duy nhất nối liền hai tiểu vương quốc đông dân nhất.